# Joséphine Martín
Joséphine Martín (París, 22 de febrer de 1822 - 29 de juliol de 1902) fou una pianista i compositora francesa del Romanticisme.
Estudia amb Zimmermann i després aconseguí molts aplaudiments des de 1840 fins a 1880, i entre les seves composicions hi figuren una Fantasia espanyola, una Tarantella, les Campanes del convent, i L'aurore, Op.14.

## Biografia
Originària de Lió, es va traslladar a París als 11 anys per estudiar piano. Estudiant de Zimmerman al Conservatori de París, allà ja va destacar 1836.
| « | "Va tenir la seva hora de brillantor, sota el Segon Imperi: pianista de l'Emperadriu, amiga de Rossini, va coneixer Chopin." | » |

Després va donar concerts freqüents a París:
| « | "La senyoreta Joséphine Martin és una pianista de primer nivell: la seva interpretació combina delicadesa i força, brillantor i sentiment." | » |

| « | "La senyoreta Joséphine Martin […] és una pianista francesa en el bon sentit del terme. El seu toc és brillant, fàcil, alerta, ple d'espurnes i enginy, inconfusible, com diuen, i directe al gran. En el concert que va oferir aquest any al Herz Hall, la senyoreta Josephine Martin va interpretar amb brillantor el concert de Beethoven en mi bemoll i diverses peces de la seva composició, inclosa una dansa siríaca, amb orquestra, que és una fantasia picant. La senyoreta Joséphine Martin posseeix allò que és tan rar: el diable en el seu cos." | » |

Joséphine Martin va ensenyar el piano, tenint com alumnes destacats a Raoul Pugno i Romain Rolland.